# 狐妖小红娘月红篇
《狐妖小红娘月红篇》（英語：Fox Spirit Matchmaker: Red-Moon Pact），是一部2024年播出的中国大陆古装网络剧，该剧根据动漫《狐妖小红娘》改编，由麦贯之、杜林导演，杨幂、龚俊领衔主演，郭晓婷、魏哲鸣、胡连馨、温峥嵘特别主演，三个单元情缘分别由祝绪丹、杨仕泽、陈瑶、茅子俊、陈都灵及张凌赫出演。
該劇成為愛奇藝2024年最快破9000的劇集，被評為2024年最受歡迎的奇幻電視劇，並廣受好評。该剧自2024年5月23日起在爱奇艺及其海外版全球同步上线，覆盖190余个国家和地区，并配以英语、马来语、印尼语、泰语、越南语等多国语言字幕播出；爱奇艺会员连更4天、首日更新4集。 《狐妖小红娘月红篇》创造了爱奇艺原创剧集IP授权收入历史新高。
香港於Now TV Now華劇台自選服務上架。

## 播放平台
| 頻道         | 所在地   | 日期          | 時間   | 備註               |
| ------------ | -------- | ------------- | ------ | ------------------ |
| 爱奇艺       | 中国大陆 | 2024年5月23日 | 19：00 | 網絡平台           |
| 爱奇艺國際版 | 海外     | 2024年5月23日 | 19：00 | 網絡平台           |
| Astro QJ     | 马来西亚 | 2024年6月3日  | 18:00  | 星期一至五         |
| Now TV       | 香港     | 2024年7月8日  | 10:00  | Now華劇台 自選服務 |

## 剧情简介
塗山狐族大當家塗山紅紅（楊冪 飾）與東方家後人東方月初（龔俊飾）相遇，並漸漸相愛。為守護摯愛之人和維繫人族、妖族間的和平, 百轉千迴歷經萬難。
心懷大義的狐族大當家塗山紅紅一心致力於維持人族、妖族間的和平, 帶領塗山狐族為妖族締結情緣，成功結緣能為苦情樹增長力量，庇護妖族。 人族遺孤東方月初在狐妖的地界塗山裡長大，徹底打破了人和妖之間的隔閡與界限。他身懷各族秘密，背負家族責任，是連接妖、人兩族的紐帶。
塗山紅紅與東方月初攜手救塗山眾生於水火，終止了妖族與人族三百年來連綿不斷的戰爭。

## 演员列表

### 主演
| 演員                | 角色            | 介紹 | 配音   |
| 杨幂 童年：何艺恬   | 涂山红红        | 涂山大當家 妖族，涂山雅雅、涂山容容之姊，塗山最強妖狐，妖盟盟主。救了東方月初，養了東方月初16年，後來漸漸愛上東方月初。卻為了涂山捨棄情種，遺忘東方月初。執掌妖盟盟主。 | 段艺璇 |
| 龚俊 童年：萧李臻瑱 | 东方月初        | 东方秦兰之子 人族，稱涂山红红為妖仙姐姐，喜歡涂山红红，因身負東方家神血，純質陽炎。為了不讓涂山红红忘了自己，剖半心、凝情種，守護涂山红红。一氣盟新任盟主。             | 吴韬   |
| 郭曉婷              | 涂山雅雅        | 涂山二當家 妖族，涂山紅紅之妹，涂山容容之二姐，視姊姊為偶像，因而心生仰慕，喜歡傲来国三少。最擅长使用冰系妖力。                                                         | 郑言   |
| 魏哲鳴              | 阿来/傲来国三少 | 南国毒童子 曾经用妖力圈出人，妖与圈外生物的界线，武器定海棒。原型六耳猕猴，喜歡涂山雅雅，最擅长用毒之术。                                                               | 孙睿扬 |
| 胡连馨 童年：赵诗涵 | 涂山容容        | 涂山三當家 妖族，涂山红红、涂山雅雅之妹。塗山第一智囊，負責收入隨身攜帶算盤，最擅长易容术和狐念之术。                                                                   | 巩大方 |
| 溫崢嶸              | 石姬            | 妖尊 涂山前大當家，為了壯大妖族，不擇手段，不斷挑起戰亂，殃及塗山，肉身被涂山红红所滅，竊取苦情樹之力重凝肉身，重現於世。勾結圈外黑狐娘娘。                             | 刘浏   |

### 其他演员
| 演員                | 角色     | 介紹 | 配音   |
| 王新忠              | 虎仙     | 虎鹤双仙。追東方月初至涂山地界，遭復仇的東方月初殺害。                                                                                                   |        |
| 张竞达              | 鹤仙     | 虎鹤双仙。追東方月初至涂山地界，遭復仇的東方月初殺害。                                                                                                   |        |
| 梁超                | 涂山不醉 | 涂山長老，痛恨東方家滅妖神火，早期名叫塗山嬌嬌。與月啼春為老情人，被黑狐控制的西門隸要了三滴血，使得黑狐永久附身於體內，被東方月初所殺。                 |        |
| 黃志瑋              | 金人鳳   | 神火山莊代莊主，東方淮竹、东方秦兰大师兄。弒師奪位，用水蛭族换血祕法换得师父靈血，人稱金面火神，後被石姬奪取赤煉丹，墜崖而亡。                           | 张铎   |
| 洪潇                | 付澄     | 神火山莊弟子，付魁之妹。表面效忠金人鳳，是金人鳳淨化體內靈血的藥人，痛恨金人鳳，與東方月初合作。後被黑狐附身將和平之村的人、妖殺盡，後悔不已而自盡。     | 卜群   |
| 馮筱童 童年：金傲宸 | 東方洛   | 神火山莊弟子。曾遭塗山紅紅誤殺陷入昏迷，以六瓣白曇花留住靈元，持續數百年。被石姬用來對付塗山紅紅，因與自身心意違背，自刎而亡。臨終前，坦承赤閃為其所殺。 | 张赫   |
| 林枫松              | 付魁     | 神火山莊弟子，付澄之兄。將付澄送去給金人鳳當藥人。 |        |
| 李宇皓              | 塗山過過 | 白狐→尊者，雪狐妖族。極度厭惡人族，被塗山雅雅所救。實為石姬安插于涂山的奸细，痛恨御妖國皇族驅使妖族，刺死布泰，引發一連串危害塗山之事。被塗山雅雅所殺。  |        |
| 韓棟                | 王權弘業 | 一氣盟盟主，東方淮竹之夫。將一氣盟盟主之位傳給東方月初。 參見：淮水竹亭§領銜主演                                                                         | 赵哲豪 |
| 范明                | 费管家   | 王權山莊管家。 | 栾立胜 |
| 劉詩詩              | 東方淮竹 | 神火山莊大小姐，王權弘業之妻，東方月初之大姨。為了逃離金人鳳，嫁入王權家，以東方靈血孕育一氣盟兵人，難產而死。 參見：淮水竹亭§領銜主演                   |        |
| 安悦溪              | 東方秦兰 | 神火山莊二小姐，東方月初之母。拥有东方灵血。 |        |
| 王子睿              | 白樓     | 東方秦兰之夫，東方月初之父。 |        |
| 陈涛                | 流殇     | 狐族，喜歡九霜。痛恨神火山莊，後來接受了東方月初，被黑狐附身的付澄殺死。                                                                                 | 邵彤   |
| 王晓云子            | 勿离     | 狐族，痛恨神火山莊。 |        |
| 宁佳                | 九霜     | 狐族，喜歡流殇，痛恨神火山莊。 |        |
| 林清                | 慕希     | 狐族市集酸奶鋪。 |        |
| 周仲                | 狼妖     | 狐族，負責涂山妖族市集收取租金，路上被付澄殺死。 |        |
| 王星                | 牧童     | 牛妖族，東方月初慫恿其人族市集。 |        |
| 朱梓玥              | 小梨     | 雙生峰花精。 |        |
| 於薇妮              | 小枫     | 雙生峰花精。 |        |
| 李希萌              | 翠玉灵   | 蛭妖族族長，妖族第一聖手。擅長療癒之術。 |        |
| 红霞                | 玉萍     | 神火山莊僕人。當年為了掩護東方秦蘭，擋下金人鳳神火，手背上留下傷疤。                                                                                     |        |
| 陈颢文              | 黄肴     | 黃風嶺當家。請求塗山紅紅幫忙尋找黃風嶺失蹤的妖族。 |        |
|                     | 黑狐娘娘 | 居於圈外，沒有實體，石姬背後主使，派遣許多無形的黑狐，遁入其他空間，需用東方月初的虛空之淚，化為有形斬殺。                                               |        |
| 左翔                | 岁浮     | 黑狐娘娘左使。被石姬吸收。 |        |

### 御妖国情缘
| 演員                | 角色       | 介紹 | 配音   |
| 祝绪丹 童年：陈姝静 | 布泰       | 御妖國公主→御妖國國主 人族。與石寛如同青梅竹馬般相伴长大，一次意外，得知自己心屬石寛，在苦情樹下虔誠許願。被過過殺死。 | 黄晨雅 |
| 楊仕澤 童年：高博睿 | 石宽       | 御妖國公主貼身妖衛→北山妖帝 御妖国第一妖卫。心属布泰，却认为自己是妖奴配不上布泰。                                     | 廖域峰 |
| 宋宗轩              | 御妖国国王 | 人族，布泰之父。中赤膽花毒，臨終前將御妖国母符交給布泰。                                                               |        |
| 陈楚东              | 徐逸       | 御妖國大長老，一氣盟首領。石姬安插在御妖国的奸細，曾將過過當作妖奴，被過過殺死。                                       |        |
| 铁牛                | 赤闪       | 妖族，赤雷之弟，原身火龍。心思單純，被慫恿暗殺御妖国公主布泰，被東方洛用假絕緣之爪致死，導致赤雷找塗山紅紅報仇。       | 李楠   |
| 郭昶                | 古今       | 御妖国妖奴首領。被石姬慫恿叛變，得知其欲利用母符來控制妖奴，妖奴只是犧牲品，被石姬發現重傷，通知石宽後傷重不治。       |        |

### 千颜情缘
| 演員   | 角色   | 介紹 | 配音   |
| 陳瑤   | 律笺文 | 一氣盟女捕快 人族，拥有灵敏的嗅觉，喜歡颜如山。於苦情樹下許願，求取羽花。不忍遺忘颜如山種種往事，假意中苦情遺忘術，取來一縷氣息幻化颜如山模樣，與之成親。                   | 冯欣然 |
| 茅子俊 | 颜如山 | 千面郎君 牛鬼妖族，生於空陷山，世代與熔焰為伍，涂山容容徒弟。修習塗山之術，每到月圓之夜，法力會減弱，現出原形。被一氣盟判處百年，自囚於人跡罕至的雪山，眺望律笺文住的地方。 | 孙郎朗 |
| 張凱   | 南宮昰 | 南宮家家主之子→南宮家家主。欲稱霸世家之首，不惜勾結惡妖過過，弒殺生父、殘害同門，被逐出一氣盟，處以極刑。                                                                   |        |
| 任希鸿 | 傅院长 | 一氣盟弟子。 |        |
| 齐斌   | 四喜   | 一氣盟弟子。 |        |
| 董波   | 赤雷   | 妖族，赤砂魔盜團首領，赤闪之兄。對混雜雨水的泥土過敏，噴嚏大作。不讓赤闪加入赤砂魔盜團，擔心打殺的生活沒有明天。                                                            | 巴赫   |
| 任会敏 | 夜魅   | 赤砂魔盜團成員。 |        |
| 马子洛 | 雪脏   | 赤砂魔盜團成員。 |        |

### 尾生情缘
| 演員   | 角色   | 介紹 | 配音   |
| 陳都靈 | 月啼暇 | 樹妖族族長之女 樹妖族，月啼春之女。居於南林，追討被西門一族奪走的法寶七寶妙樹皮途中，意外讓法寶寄宿於胡尾生體內，七寶妙樹皮認主後會自動保護宿主彈開所有外力，除非宿主真心愛上別人才能讓七寶妙樹皮易主。為了拿回法寶，設法讓胡尾生喜歡自己，自己反而假戲真做愛上胡尾生。帶著胡尾生求取羽花時，遭黑狐阻擾戳破了目的，被澆灌無根之水，化出大樹真身無法動彈、言語。見胡尾生捨身守護自己而死，恢復人形後，說出未能來得及說的告白，得到苦情樹認可，降下羽花。 現代番外篇中成為花藝師，與轉世的胡尾生是同校不同班的同學。 | 刘曼   |
| 張凌赫 | 胡尾生 | 西門家弟子 年幼時父母雙亡，進入西門家當弟子。食量大，執行任務時也在吃東西，意外被七寶妙樹皮認主寄居。覺得月啼暇是世間唯一對他好、照顧他的人。求取羽花時，從黑狐口中得知月啼暇目的，還是真心愛上她，為保護月啼暇，在樹皮易主後被天雷劈死。 現代番外篇中與月啼暇在同一間花店工作，是同校不同班的同學。 | 任京浩 |
| 周小飞 | 月啼春 | 樹妖族，樹妖族族長，月啼暇之母。居於南林，丟失樹妖至寶七寶妙樹皮而頭疼，與塗山不醉為老情人。 |        |
| 李博   | 西门隶 | 西門家家主。被黑狐附身，命西门攻將參與奪七寶妙樹皮的門人全部滅口，被石姬殺死。 |        |
| 陈众孚 | 西门攻 | 西門家大弟子。聽命於西门隶，被黑狐附身的塗山不醉殺死。 |        |

## 电视剧原声带
| 《狐妖小红娘月红篇》影视劇原聲帶 | 《狐妖小红娘月红篇》影视劇原聲帶 | 《狐妖小红娘月红篇》影视劇原聲帶 |
| 曲序                             | 曲目                             | 演唱                             |
| -------------------------------- | -------------------------------- | -------------------------------- |
| 1.                               | 《守护》（涂山之歌/片头曲）      | 黄绮珊                           |
| 2.                               | 《如梦》（赴梦之歌/片头曲）      | 张杰                             |
| 3.                               | 《一晌》（结缘之歌/片尾曲）      | 周深                             |
| 4.                               | 《所以我》（觉醒之歌/片尾曲）    | 吉克隽逸                         |
| 5.                               | 《纷纷》（片头曲）               | 沈以诚                           |
| 6.                               | 《若你也听见》（插曲）           | 袁娅维                           |
| 7.                               | 《相拥》（片尾曲）               | 胡夏                             |
| 8.                               | 《只你》（插曲）                 | 顏人中                           |
| 9.                               | 《白月花红》（插曲）             | 李琦                             |
| 10.                              | 《夢迴還》（插曲）               | 呦貓UNEKO                        |

## 制作
- 2020年6月19日，《狐妖小红娘》宣布开始制作真人版剧集，并发布了概念海报。[6]
- 2020年10月22日，发布了《月红篇》手绘概念海报，剧名全称为《涂山小红娘月红篇》。[7]
- 2020年12月21日，腾讯动漫和阅文动漫举办交流会，会上表示《狐妖小红娘》网剧正在开发中。[8]
- 2022年7月8日，本剧官宣领衔主演为杨幂和龚俊，剧名为《狐妖小红娘月红篇》[1]。同日，《狐妖小红娘》动漫官方账号表示电视剧版为全新的团队，并向新剧拍摄表示祝福。[9][10]
- 2022年9月22日，本剧正式公布演员全阵容。[11][12]
- 2022年11月7日，本剧宣布杀青。[13]

## 收視與評價
該劇成為愛奇藝2024年最快破9000的劇集，被評為2024年最受歡迎的奇幻電視劇。它創造了愛奇藝原創劇集IP授權收入歷史新高。
該劇廣受好評。央视网文娱评价“《狐妖月红篇》跨越了国漫IP影视化的局限，在尊重原著精神的同时，通过精良的制作、深刻的主题探讨和创新的文化传承，打破了传统改编的框架，构建了一个既忠于原著又富有深度与广度的影视作品，引领观众走进中国志怪幻想世界”。人民文娱盛赞《狐妖小红娘月红篇》从立意到制作，从大观到细节，皆有创作者对优秀中国传统文化创造性转化和创新性发展的思路体现。不仅为非遗传播和传统文化的两创打下又一个范本，也为中国传统文化、技艺的出海提供了新的思路。

## 相关活动
- 《狐妖小紅娘月紅篇》開播後話題不斷，「緣滿」正式收官的結局更引來熱烈討論完結篇，因應觀眾的喜愛, 於2024年6月15日至6月23日在台北華山1914文化創意產業園區舉辦快閃展，于忠孝三角廣場打造「塗山」場景，讓觀眾可以彷彿置身劇中楊冪和龔俊相戀的經典場景「塗山」，也將讓民眾可以有機會用手機掃描輕鬆體驗苦情樹結緣[17]。